# Territorium (dieren)

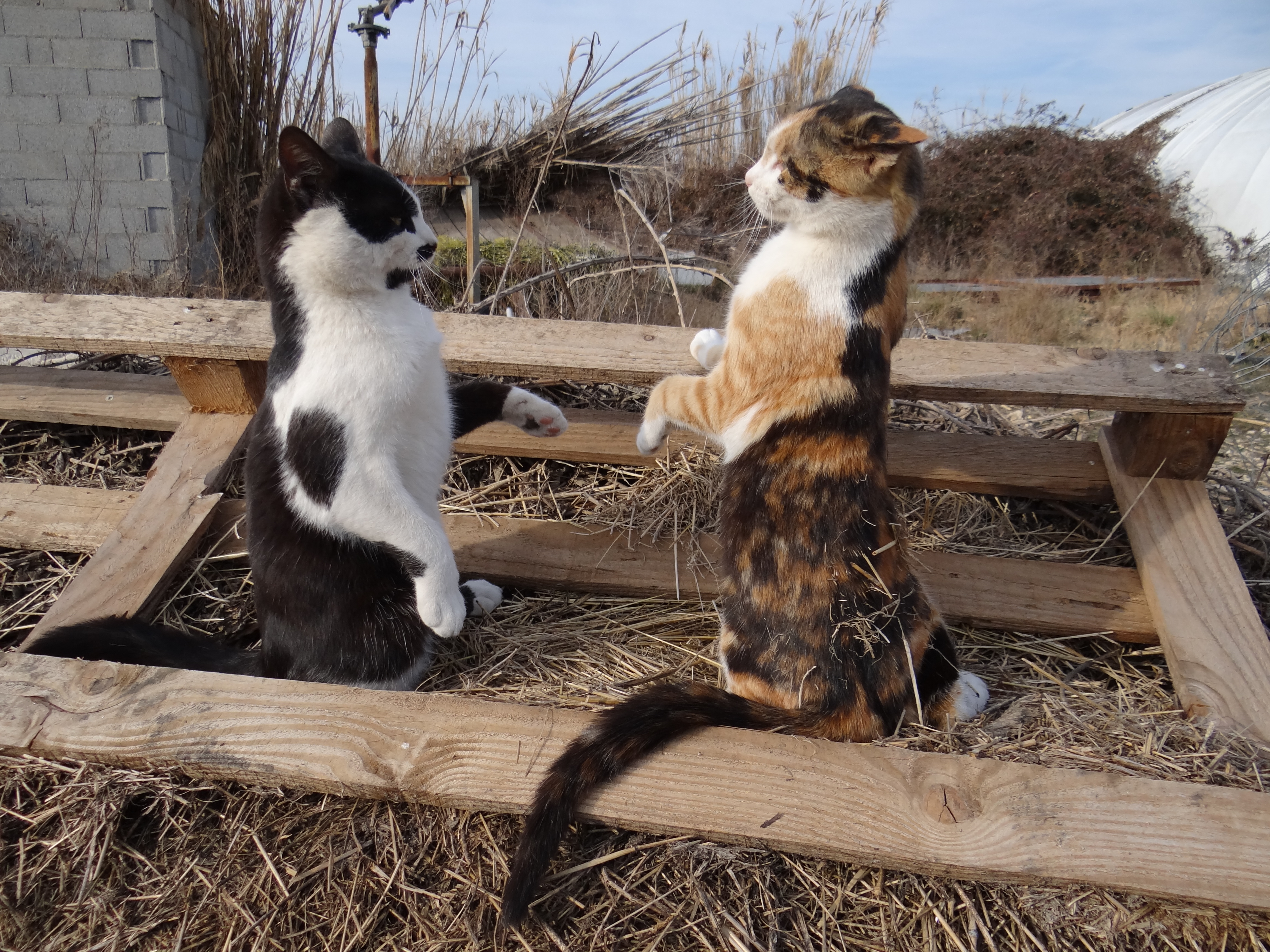
Twee huiskatten in een geritualiseerde dreighouding tijdens een territoriumgeschil

Een territorium of revier is bij dieren een tegen soortgenoten verdedigd leefgebied, hetzij door een individu, hetzij door een sociale groep. Het is een gebied om voedsel te zoeken en de jongen te verzorgen. 

## Het verkrijgen van een territorium
Een territorium wordt verkregen en behouden door te vechten en te dreigen. In het eigen territorium voelt een dier zich sterk. Hierdoor overheerst in agonistisch gedrag de agressie. Buiten het territorium overheerst de neiging tot vluchten. Op de grens is er een grote kans op een inwendig conflict.

## Markeringswijzen
Het territorium wordt onder andere afgebakend met een geurvlag van urine (hond), een secretie uit een geurklier  (tijger) of met merktekens (bruine beer, dikdik).

## Doelen van territoria

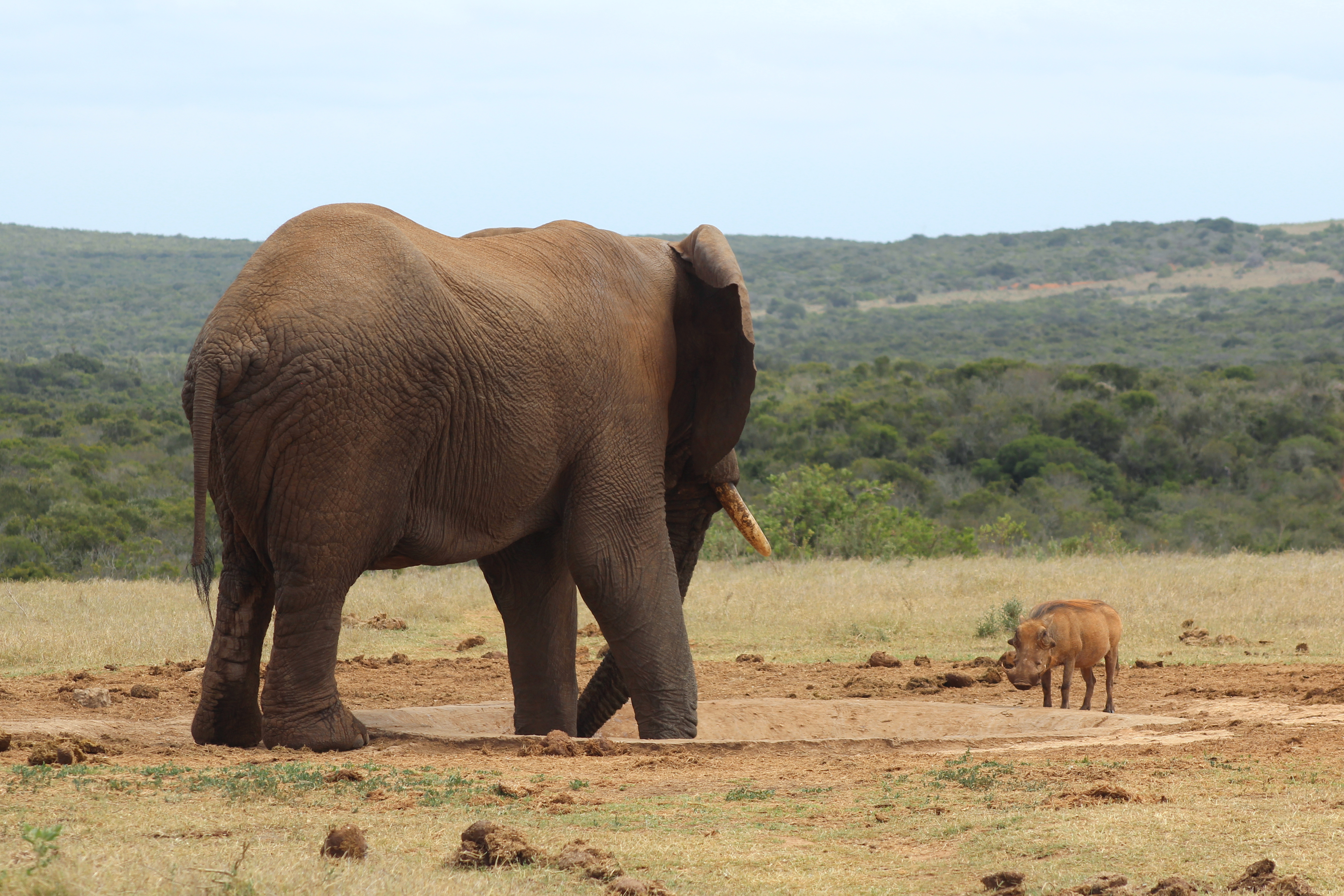
Een olifant die een waterpoel verdedigt tegen een knobbelzwijn (Addo Elephant National Park, Zuid-Afrika)

Een territorium kan verschillende doelen dienen:
- Het is de grootte van het areaal dat nodig is voor het vergaren van voedsel (=voedselterritorium).
  - Een areaal kan specifiek zijn voor vrouwtjes waarbij er een overkoepelend areaal is van mannetjes.
- Het is een gebied tijdens de paartijd waarin een mannetje zijn harem bewaakt.

## Territorium bij vogels
Een vogel of vogelpaar kan het territorium verdedigen door middel van: 
- zang (dit is het belangrijkste)
- dreiggedrag
- vechtgedrag

Door deze verdediging blijft 't behouden voor exclusief gebruik.
Een territorium is iets anders dan een activiteitsgebied, een gebied waar een vogelpaar hun dagelijkse activiteiten uitvoeren zonder dat het gebied verdedigd wordt tegen soortgenoten.
Voorbeelden van vogelterritoria zijn die van de merel en de roodborst. Hun territoria zijn:
- Duidelijk afgebakend: Voor te stellen als een doorgetrokken streep waar de vogel niet overheen komt.
- Niet overlappend: Het ene territorium sluit dus naadloos aan op het andere.

Een aantal soorten hebben nestterritoria. Een nestterritorium omvat slechts enkele decimeters rondom het nest. Voorbeelden hiervan zijn koloniebroeders als veel meeuwen en sterns, maar ook spreeuwen, mussen, huiszwaluwen, boerenzwaluwen en gierzwaluwen.